# Griveta ermitana
La griveta ermitana (Catharus guttatus) és una espècie d'ocell de la família dels túrdids (Turdidae) que habita boscos de coníferes i mixtes. Cria al sud d'Alaska, al centre i sud del Canadà i dels Estats Units. A l'hivern arriba fins a Mèxic i Nicaragua